# Carl Venth
Carl Venth (Colònia, Alemanya, 16 de febrer de 1860 – San Antonio, Texas, EUA, 29 de gener de 1938) fou un compositor, violinista i director d'orquestra alemany.
Alumne distingit del Conservatori de la seva ciutat natal i del de Brussel·les, on perfeccionà els seus estudis amb Wieniawski, el 1880 als Estats Units, on des de la seva arribada assumí la direcció de la Metropolitan Orquestra, de Nova York, i fundant després a Brooklyn el 1888 una Escola de Música.
Va compondre molts lieder, peces per a piano i violí, un poema per a cor i orquestra, Die Glocke, inspirat en l'obra de Schiller, i l'òpera còmica Fairy Betty.